# باد نوريس
باد نوريس (بالإنجليزية: Bud Norris)‏ هو لاعب كرة قاعدة أمريكي، ولد في 2 مارس 1985 في مقاطعة مارين في الولايات المتحدة.

## وصلات خارجية
- الموقع الرسمي
- باد نوريس على موقع دوري كرة القاعدة الرئيسي (الإنجليزية)
- باد نوريس على موقعبيزبول رفرنس.كوم (الدوري الرئيسي) (الإنجليزية)
- باد نوريس على موقعبيزبول رفرنس.كوم (الدوري الثانوي) (الإنجليزية)
- باد نوريس على موقع إي إس بي إن.كوم (أم.أل.بي) (الإنجليزية)
- باد نوريس على موقع مشجعي الرسوم البيانية (الإنجليزية)